# Bousso
Bousso – miasto w Czadzie, w regionie Chari-Baguirmi, departament Loug Chari; 13 555 mieszkańców (2005), położone ok. 254 km na południowy wschód od Ndżameny. W mieście znajduje się port lotniczy Bousso.